# Elias Cobbaut
Elias Cobbaut (Malinas, 24 de noviembre de 1997) es un futbolista belga que juega en la demarcación de defensa para el A. C. Sparta Praga de la Liga de Fútbol de la República Checa.

## Selección nacional
Tras jugar en la selección de fútbol sub-21 de Bélgica, finalmente hizo su debut con la selección absoluta el 19 de noviembre de 2019 en un partido de clasificación para la Eurocopa 2020 contra Chipre que finalizó con un resultado de 6-1 a favor del combinado belga tras el gol de Nicholas Ioannou para Chipre, y de Yannick Carrasco, un autogol de Kypros Christoforou, un doblete de Christian Benteke y otro doblete de Kevin De Bruyne.

## Clubes
| Club                    | País            | Año       | Partidos | Goles |
| ----------------------- | --------------- | --------- | -------- | ----- |
| K. R. C. Mechelen       | Bélgica         | 2013-2015 | 1        | 0     |
| K. V. Mechelen          | Bélgica         | 2015-2018 | 48       | 2     |
| R. S. C. Anderlecht     | Bélgica         | 2018-2021 | 53       | 0     |
| Parma Calcio 1913       | Italia          | 2021-2023 | 46       | 2     |
| K. V. Mechelen (cedido) | Bélgica         | 2023-2024 | 31       | 2     |
| A. C. Sparta Praga      | República Checa | 2024-     | 14       | 1     |